# Daoura
Koordinaten: 27° 25′ N, 12° 59′ W
Daoura (auch Dawra oder Hassi-Ad-Dawra, arabisch دورة) ist ein kleiner Ort im Norden der Westsahara. Der nördlich der Hauptstadt El Aaiún gelegene Ort gehört zur Provinz Laâyoune und hat 878 Einwohner (2004). Wie weite Teile der Westsahara ist auch Daoura durch Marokko besetzt.
Im Ort wird etwas Landwirtschaft betrieben. Zwei Kilometer von der Ortslage entfernt führt die an der Küste des Atlantiks verlaufende Fernverkehrsstraße nach El Aaiún vorbei.
Internationale Beachtung fand der Ort während des Grünen Marsches ab dem 6. November 1975. Die vom Norden über das zwölf Kilometer entfernte Tah in die Westsahara, damals Spanisch-Sahara, eingedrungenen Marschkolonnen trafen bei Daoura auf eine Verteidigungslinie des spanischen Militärs. Die Marschteilnehmer errichteten daher bei Daoura ein Lager, bis sie dann am 10. November wieder nach Marokko abzogen.
Im Zuge der Übergabe der Westsahara von Spanien an Marokko wurde das Gebiet von Daoura dann jedoch bereits kurze Zeit später vom marokkanischen Militär besetzt.